# Leopoldschlag
Leopoldschlag es una localidad situada en el distrito de Freistadt, en el estado de Alta Austria, Austria. Tiene una población estimada, a principios del año 2022, de 992 habitantes.
Está ubicada al noreste del estado, en la frontera con la República Checa y cerca del estado de Baja Austria, y al norte del río Danubio.